# 中屋健弌
中屋 健一（なかや けんいち、1910年12月9日 - 1987年3月28日）は、日本のアメリカ史研究家。

## 経歴
福岡市生まれ。本名は健弌。1933年、東京帝国大学西洋史学科卒。大学院では高木八尺の研究室にいたが、助手時代の松本重治とは入れ替わりだった。大学院時代に趣味である登山を始め松方三郎の指導を受けた。同盟通信社の岩永裕吉は高木とは同じ新渡戸稲造門下で、松本と松方の兄貴分であった。1936年2月に同盟入社。社会部、ついで外信部にうつって日中戦争で華北戦線に従軍した。当時の前線記者は携帯用無線機の技師、それと連絡員の三人で行動し定時に支局と連絡、記事をモールスで送ったり支局からの指令を受け取っていた。報道関係者の無線使用は同盟にのみ許されていた。1938年、中南支総局に赴任。7月に香港支局に移った。当時大陸では松本重治、松方三郎が汪兆銘工作を行っており、12月29日の汪兆銘声明の電報を香港より打電した。1939年、マニラの初代支局長となった。帰国後、海外部などを経て1943年4月に応召。海軍報道部嘱託となる。
1946年、連合軍総司令部民間情報教育局がWGIPの一環として作成したプロパガンダ『太平洋戦史』を翻訳出版した。共同通信社社会部次長などを経て、1948年東京大学講師となり、62年同教養学部教授、71年定年退官。72年、成蹊大学文学部教授。1979年定年退職。1975年から1979年まで成蹊高等学校校長をつとめた。マスコミでも時事解説などをおこなった。大学院時代に日本山岳会に入会し同会理事、また日本ペンクラブ理事を務めた。墓所は多磨霊園。

## 著書
- 新東亜とフィリッピンの現実 同盟通信社, 1942
- フィリッピン 興亜書房, 1942
- 婦人政治読本 大日本雄弁会講談社, 1946
- 米国史 誠文堂新光社, 1948
- アメリカ社会の発達 東京大学消費生活協同組合出版部, 1949
- アメリカの歴史 広島図書, 1950 (銀の鈴文庫 社会科学篇 1)
- 二十世紀の世界 筑摩書房, 1952 (中学生全集)
- 米国史研究入門 弘文堂, 1952 (アテネ新書)
- 二つの大戦 現代世界小史 筑摩書房, 1955
- アメリカ独立革命 弘文堂, 1955 (アテネ文庫)
- 悪口雑言 実業之日本社, 1957
- ニュー・ディール 弘文堂, 1957 (アテネ文庫)
- 大学と大学生 入学から就職まで ダヴィッド社, 1958
- ルーズヴェルト 恐慌・ニューディール・第二次大戦 誠文堂新光社, 1960
- アメリカ西部開拓史 筑摩書房, 1963
- ラテン・アメリカ史 中公新書, 1964
- アメリカ現代史 新しい資本主義とデモクラシーの試練 いずみ書院, 1965
- ケネディ 英知と勇気の大統領 旺文社文庫, 1966
- 私の生き方考え方 強い生命を生みだす本 （編）青春出版社, 1966
- ケネディの時代 （編）東京大学出版会, 1968 (UP選書)
- J.F.ケネディ 世紀の大統領とニューフロンティア 清水書院, 1971 (センチュリーブックス)
- アメリカ入門12講 （編）三省堂選書, 1982
- 新アメリカ史 三省堂選書, 1985
- アメリカ西部史 中公新書, 1986
- 明解アメリカ史 三省堂, 1987

## 翻訳
- 太平洋戦争史 連合軍総司令部民間情報教育局資料提供 奉天事件より無条件降伏まで 高山書院, 1946
- アメリカ史 ジャン・カニュ 白水社, 1952 (文庫クセジュ)
- 資本主義の勝利 19世紀の終りまでのアメリカにおけるもろもろの力の展開 L.M.ハッカー 三浦進共訳 東京大学出版会, 1953
- アメリカ史概観 アメリカ合衆国広報局 好学社, 1953
- アメリカの歩んできた道 アーサー・シュレジンガー 米田清貴共訳 巌松堂書店, 1955
- 自由と不自由 M.テン・ホーア 時事通信社, 1957
- 少年少女世界の歴史 7 アメリカ史物語 ホッフシュタッター/ オレゴンへの道 パークマン あかね書房, 1961
- アメリカ思想を形成した人たち ソール・K.パドーヴァー 有信堂, 1961
- 新しいものの伝統 ハロルド・ローゼンバーグ 東野芳明共訳 紀伊国屋書店, 1965
- ケネディ 栄光と苦悩の一千日 A.M.シュレジンガー 河出書房新社, 1966
- ヴァジニア覚え書 トマス・ジェファソン 岩波文庫, 1972